# Isabel Domínguez Paniagua
Isabel Domínguez Paniagua (Cabezabellosa de la Calzada, Salamanca 1947 - Sabadell, 2005) fou una educadora social, activista sindicalista i política. Fou una de les fundadores de l'Associació d'Educadores i Educadors Especialitzats de Catalunya.
Veïna del barri de Bon Pastor des de 1969 va alçar la veu per reclamar millores en les condicions de vida dels veïns, com millores urbanístiques, l'arribada de l'autobús i la construcció d'un ambulatori. Fou una de les impulsores de les primeres Jornades Catalanes de la dona l'any 1976 i de l'Associació Catalana de la Dona. Va pertànyer al Partit del Treball d'Espanya (PTE). A causa de la seva activitat sindical clandestina durant els últims anys del franquisme va estar presa a les presons de la Trinitat Vella i la d'Alcalà.
A Sabadell va treballar com a educadora social i va crear el Centre d'Atenció de la Dona en l'Ajuntament de la ciutat vallesana.